# Jazz a confronto 13
Jazz a confronto 13 è il primo album discografico del sassofonista jazz italiano Massimo Urbani, pubblicato dall'etichetta discografica Horo Records nel 1975.

## Tracce

### LP
Lato A
1. Jorgelina – 4:46 (Massimo Urbani)
2. Encuentro – 18:15 (Massimo Urbani)

Lato B
1. Creation – 20:25 (Massimo Urbani)

## Musicisti
- Massimo Urbani - sassofono alto
- Calvin Hill - contrabbasso
- Nestor Astarita - batteria

Note aggiuntive
- Aldo Sinesio - produttore
- Roberto Gambuti - assistente alla produzione
- Registrazioni effettuate presso Titania Studios di Roma (Italia) il 12 novembre 1974
- Massimo Di Cicco - ingegnere delle registrazioni
- Piero Gratton - design copertina album
- Isio Saba - foto copertina album
- Enrico Rava - note retrocopertina album[1]